# Refugee Boy
Refugee Boy este un roman pentru adolescenți scris de Benjamin Zephaniah. Personajul principal este Alem Kelo, un refugiat de 14 ani din Etiopia și Eritreea. A fost publicat pentru prima dată de Editura Bloomsbury pe 28 august 2001. Romanul a primit în 2002 Portsmouth Book Award la categoria Roman lung.

## Rezumat
Alem este un refugiat din Etiopia. Tatăl lui este din Etiopia, iar mama din Eritreea. El fuge în Anglia din cauza unui război civil violent izbucnit în Badme, localitate care, în perioada cuprinsă de roman (1999-2000), era disputată între Etiopia și Eritreea. În 1991, Alem în vârstă de 14 ani și tatăl său se află în capitala Eritreei, țara natală a mamei sale. Când copilul avea zece ani, se mutaseră cu toții în Harar, Etiopia, țara natală a tatălui său. Aici tatăl său obține o slujbă mai bună la serviciul poștal, însă mama lui își pierde serviciul, deoarece etiopienii spun că „se află în război cu Etiopia”, așa că refuză să lucreze cu cineva de acolo. La un moment dat, tatăl lui Alem este sfătuit de colegii lui să-și părăsească soția, pentru că este din Eritreea și, prin urmare, un dușman.
Într-o noapte, poliția dă buzna în casa lui Alem și îi obligă familia să se urce imediat în autobuze spre Eritreea, alături de alte familii mixte. Întorși în Eritreea, Alem și părinții lui sunt din nou discriminați, iar băiatul este atacat și bătut la școală.
Tatăl său îl duce în Anglia, la Londra, sub pretextul unei vacanțe pentru a sărbători aniversarea lui de 14 ani. Se cazează la un hotel din Heathrow, în Datchet, iar tatăl îl duce să vadă împrejurimile. La culcare cei doi își urează noapte bună în limba amhară. Dimineața, băiatul se trezește și descoperă că e singur în cameră, dar crede că tatăl lui trebuie să fie la micul dejun. De fapt, l-a părăsit și i-a lăsat o scrisoare în care îi spune că el și mama lui vor continua să lupte pentru pace alături de organizația EAST și că speră că într-o zi se vor revedea cu toții. Dl. Hardwick, proprietarul hotelului, îl lasă pe Alem să mai rămână acolo câteva zile, iar în ultima zi cheamă autoritățile pentru refugiați și băiatul este dus la o casă de copii. Aici are parte de violență când un băiat pe nume Sweeny vrea să îl bată. Încearcă să fugă de acolo, însă este adus înapoi. Apoi este dus la Londra și dat unei familii în plasament. Soții Fitzgerald sunt asistenți parentali profesioniști. Fiica lor adolescentă, Ruth, nu îl place pe Alem. După prima zi de școală, unde a reușit să-și facă doi prieteni, pe Robert și Buck, găsește o scrisoare de la tatăl său care îi spune că mama lui a fost dată dispărută.
Cererea lui Alem prin care solicita azil în Anglia nu este acceptată. Data de apel este stabilită pe 7 ianuarie 2000, când băiatul îl întâlnește pe Nicholas, avocatul ce i-a fost atribuit, și îl cucerește pe judecător când le urează tuturor Crăciun fericit. Următoarea dată stabilită pentru evaluarea situației este 16 februarie. Imediat după Crăciun, Alem primește altă scrisoare de la tatăl lui în care îi spune că mama lui a fost ucisă și că va încerca să îl aducă înapoi lângă el. Ruth îl consolează pe Alem.
Tatăl băiatului sosește la casa din Anglia și cei doi merg împreună la un restaurant, unde mănâncă spaghete. Când Alem se întoarce de la școală, află că tatăl lui a fost la Biroul pentru refugiați să depună cerere de azil, dar a fost arestat și dus la un centru de detenție pentru imigranți. Nicholas acceptă să îl reprezinte legal și pe tatăl lui și solicită eliberarea pe cauțiune. Cauțiunea este acordată, iar tatăl este dus într-un hotel dărăpănat în districtul Forest Gate, urmând ca el și fiul său să fie audiați împreună.
Pe 15 februarie, Alem, tatăl lui, Nicholas și dl. Fitzgerald merg la tribunal. Judecătorul le respinge cererea pe motiv că sunt milioane de etiopieni și eritreeni care nu sunt afectați de război, iar acum băiatul nu mai este singur, există un membru al familiei care să se ocupe de el. Atunci Nicholas decide să facă apel.
Robert, Buck și Asher  se hotărăsc să organizeze o campanie și, deși tatăl băiatului nu este încântat de idee, în cele din urmă acceptă să meargă la prima întâlnire. Alem află că nu mai poate locui la familia Fitzgerald întrucât nu se mai află în grija statului și trebuie să se mute împreună cu tatăl lui.
Tatăl lui Alem își dă acordul pentru începerea campaniei, care pornește în forță. Sunt organizate mai multe evenimente publice, inclusiv un spectacol de dans pe stradă și un marș. Reușesc să strângă șase mii de semnături pe o petiție pentru Biroul local al imigranților. Întors la școală, colegii îl întâmpină pe Alem ca pe un adevărat erou, iar directorul școlii îi înmânează o diplomă pentru merite deosebite.
Alem își așteaptă tatăl să se întoarcă acasă, bucuros să îi arate diploma, dar în schimb la ușă vin un asistent social și un polițist, care îi spun că tatăl lui a fost împușcat mortal când pleca de la filiala londoneză a organizației EAST. Alem este dus înapoi la familia Fitzgerald și primește un nou termen de apel pentru data de 27 martie.
În cele din urmă, i se acordă dreptul de azil. Autorul mai consemnează în încheiere că în decembrie 2000 guvernele celor două țări, Etiopia și Eritreea, semnează un tratat de pace în Algeria.

## Personaje
- Alem Kelo - personajul principal
- Domnul Kelo - tatăl lui Alem
- Domnul și doamna Fitzgerald - asistenții parentali ai lui Alem în Anglia
- Ruth - fiica familiei Fitzgerald
- Sheila - asistenta socială a lui Alem
- Mariam - o femeie din consiliul refugiaților care vorbește etiopiană pentru a comunica mai ușor cu Alem
- Pamela - o femeie din consiliul refugiaților care îl ajută să obțină o audiere pentru a rămâne în Anglia
- Robert (Roberto Fernandez) - prietenul de școală al lui Alem, care fumează
- Sweeney - un bătăuș de la centrul de plasament
- Stanley - un copil de la centrul de plasament. A împărțit o cameră cu Alem; Stanley vorbea mereu în somn despre mama lui și despre familia lui despărțită
- Domnul Hardwick - proprietarul hotelului; el a fost primul care a avut grijă de Alem când a sosit în Anglia
- Nicholas Morgan - avocatul lui Alem; încearcă să-i obțină statutul de refugiat
- Buck - îi place să cânte la chitară și este unul dintre elevii de la școala unde merge Alem
- Asher - un adolescent care vrea să fie prieten cu Alem și îl consideră un băiat bun

## Receptare critică
În articolul său intitulat „A Postcolonial Approach to Contemporary Refugee Literature: Benjamin Zephaniah’s Refugee Boy”, Sercan Hamza Bağlama afirmă că acest roman „ficționalizează” experiența de refugiat într-un ținut străin și expune efectele traumatizante ale războiului și politicii asupra oamenilor nevinovați prin intermediul personajului principal, Alem Kelo, un băiat eritreean-etiopian în vârstă de 14 ani, care a fugit de război și a ajuns refugiat în Anglia. Potrivit acestui articol, romanul poate fi încadrat în categoria cărților contemporane de literatură despre refugiați.
În articolul din The Guardian, Bethal Habit afirmă că există și o latură politică a poveștii. Potrivit lui, cei care cred că refugiații nu sunt buni de nimic și că fură slujbele altora ar trebui să citească această carte și să înțeleagă prin ce au trecut acești oameni și că merită un nou început în viață. De fapt, oricine a judecat vreodată pe cineva după înfățișare sau după cum se poartă ar trebui să citească această carte. Cartea are darul de a schimba viziunea asupra lumii, de a te face să îți modifici ordinea priorităților.
Acest roman descrie modul în care Alem face față dificultăților cu care se confruntă. Benjamin Zephanian a creat o intrigă foarte interesantă, care îl ține pe cititor antrenat până la ultima pagină. El oferă foarte multe detalii în narațiunea sa, ceea ce permite cititorului să-și construiască o imagine concretă a evenimentelor.

## Adaptare
Romanul a fost adaptat într-o piesă de teatru cu același nume de către Lemn Sissay. A avut premiera la West Yorkshire Playhouse din Leeds, pe 9 martie 2013. A urmat o producție ulterioară pe scena Teatrului Chickenshed din Londra în 2017.